# Ryan Bailie
Ryan Bailie (Johannesburgo, Sudáfrica, 15 de julio de 1990) es un deportista australiano que compite en triatlón.
Ganó dos medallas de plata en el Campeonato Mundial de Triatlón por Relevos Mixtos, en los años 2015 y 2016, y una medalla de plata en el Campeonato de Oceanía de Triatlón de 2018.

## Palmarés internacional
| Campeonato Mundial por Relevos Mixtos | Campeonato Mundial por Relevos Mixtos | Campeonato Mundial por Relevos Mixtos | Campeonato Mundial por Relevos Mixtos |
| Año                                   | Lugar                                 | Medalla                               | Prueba                                |
| ------------------------------------- | ------------------------------------- | ------------------------------------- | ------------------------------------- |
| 2015                                  | Hamburgo (Alemania)                   | Medalla de plata                      | Relevo mixto                          |
| 2016                                  | Hamburgo (Alemania)                   | Medalla de plata                      | Relevo mixto                          |
| Campeonato de Oceanía                 |                                       |                                       |                                       |
| Año                                   | Lugar                                 | Medalla                               | Prueba                                |
| 2018                                  | Glenelg (Australia)                   | Medalla de plata                      | Relevo mixto                          |